# 삼성 야무진 SV110
삼성 야무진 SV110(영어: Samsung Yamousine SV110)은 삼성상용차가 제작한 1톤 화물차이다.

## 1세대

### 야무진(1998년11월~2000년11월)
1998년 11월 25일에 출시되었다. 

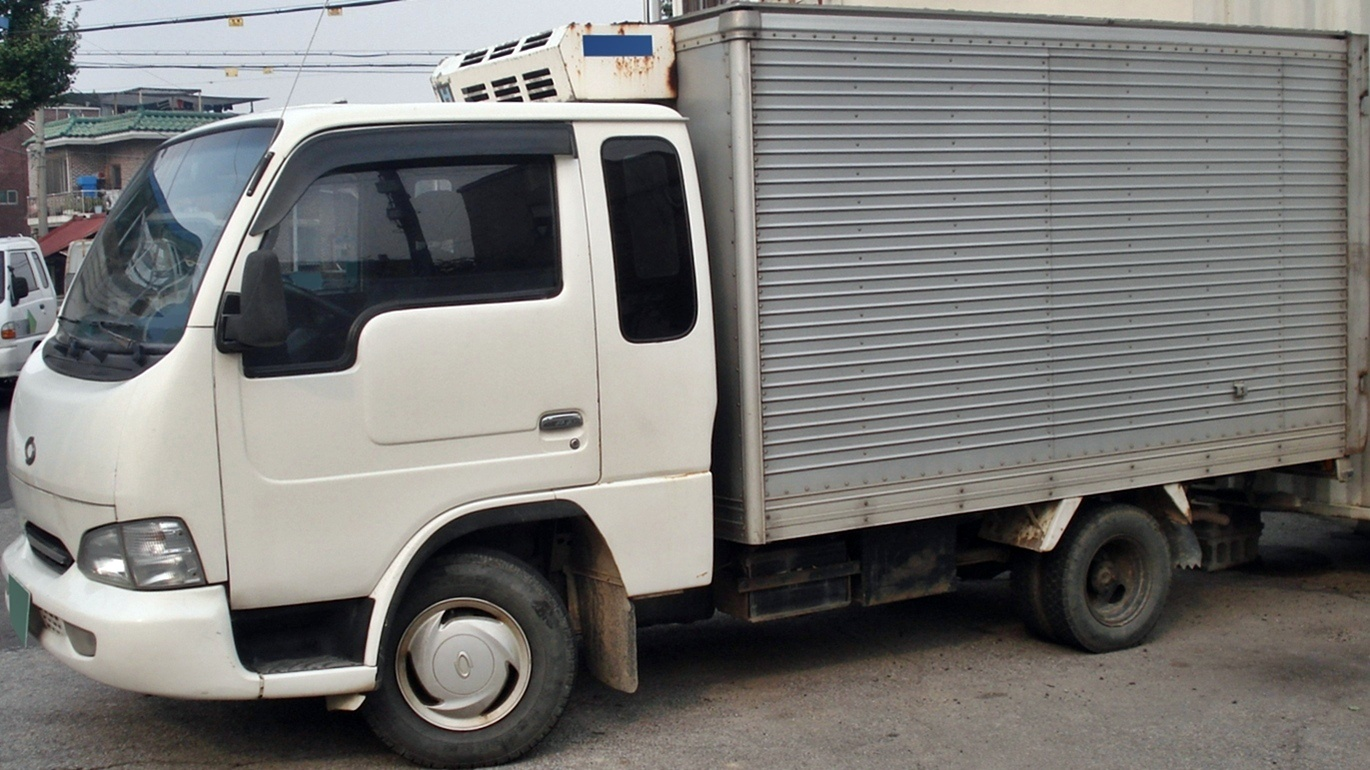
삼성 야무진 SV110 정측면

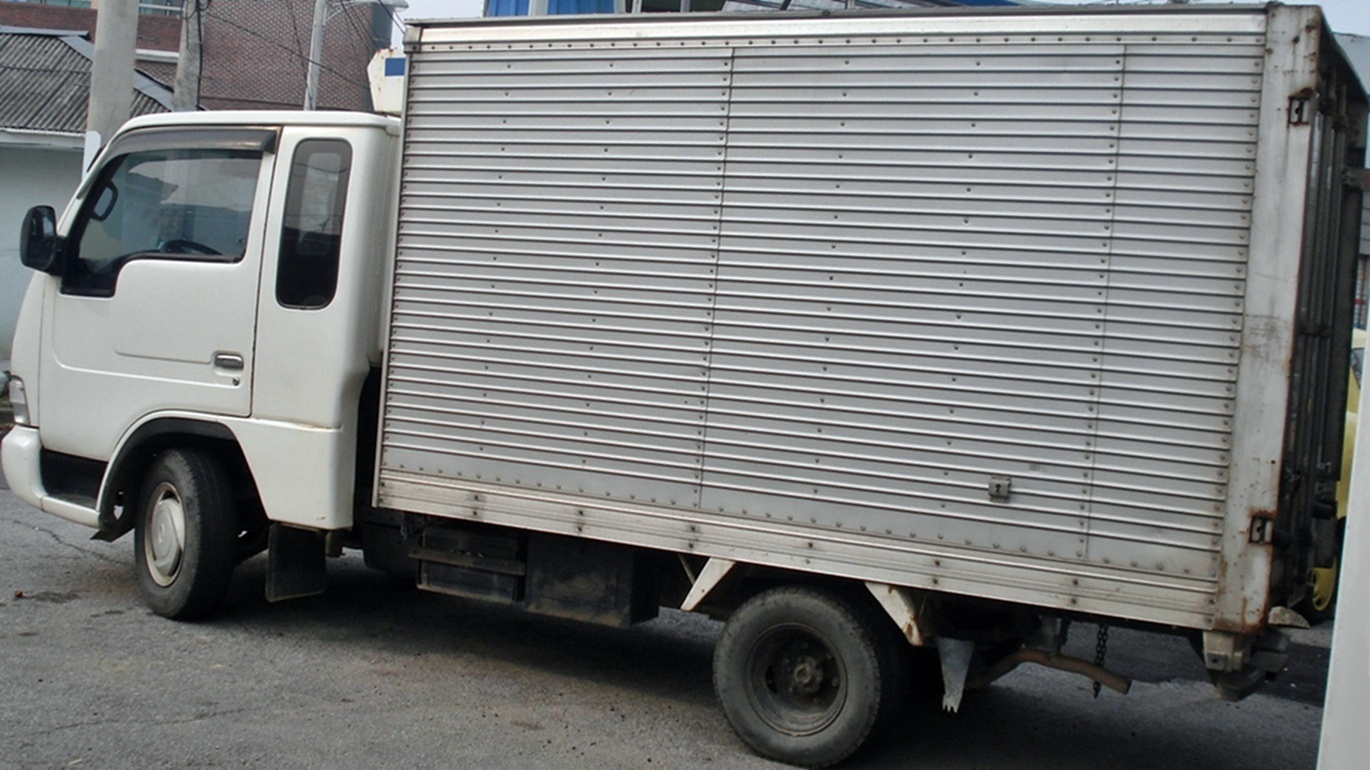
삼성 야무진 SV110 후측면

본래 야무진은 일본 닛산 자동차의 F23형 아틀라스 100를 베이스로 하였고,
닛산 TD27 엔진을 사용하였으며,에어컨을 기본장착하고 또 야무진의 주차 브레이크는 일반적인 핸드 파킹 브레이크가 아닌 케이블 파킹 브레이크를 사용하였다.
1999년 9월에는 차명이 야무진으로 바뀌었다. 
야무진은 저렴한 가격으로 1톤 트럭 시장에 도전하였으나, 프레임이 약해서 현대 포터, 기아 봉고 등에 비해 판매가 부진했다.
삼성상용차가 파산됨에 따라 2000년에 SM트럭과 함께 후속 차종 없이 단종되었고,
삼성상용차가 파산한 이후에는 모든 부품 공급이 중단되어 애프터 서비스 문제로 크게 곤욕을 치르기도 하였다.

## 역대 슬로건

### 1세대
- 튼튼하고 야무진 트럭 (SV110)

## 경쟁 차종
- 현대자동차 - 포터, 리베로
- 기아자동차 - 봉고